# Escut de Viladecavalls

Escut oficial de Viladecavalls

L'escut oficial de Viladecavalls té el següent blasonament:
Escut caironat: d'atzur, tres cavalls, d'argent, sallents i malordenats. Per timbre, una corona mural de poble.

## Història
Va ser aprovat el 12 de gener de 1984 i publicat al DOGC el 22 de febrer del mateix any amb el número 409.
Els tres cavalls són un senyal parlant al·lusiu al nom del poble.